# Ричард Стернс
Ричард Едвин Стернс (енгл. Richard Edwin Stearns, 5. јул 1936) је амерички научник из области рачунарства који је 1993. године, заједно са Јурисом Хартманисом, добио Тјурингову награду.

## Одабрана дела
- Stearns, R.E.; Hartmanis, J. (март 1963), „Regularity preserving modifications of regular expressions”, Information and Control, 6 (1): 55—69, doi:10.1016/S0019-9958(63)90110-4 . A first systematic study of language operations that preserve regular languages.
- Hartmanis, J.; Stearns, R. E. (мај 1965), „On the computational complexity of algorithms”, Transactions of the American Mathematical Society, American Mathematical Society, 117: 285—306, JSTOR 1994208, MR 0170805, doi:10.2307/1994208 . Contains the time hierarchy theorem, one of the theorems that shaped the field of computational complexity theory.
- Stearns, R.E. (септембар 1967), „A Regularity Test for Pushdown Machines”, Information and Control, 11 (3): 323—340, doi:10.1016/S0019-9958(67)90591-8 . Answers a basic question about deterministic pushdown automata: it is decidable whether a given deterministic pushdown automaton accepts a regular language.
- Lewis II, P.M.; Stearns, R.E. (1968), „Syntax-Directed Transduction”, Journal of the ACM, 15 (3): 465—488, S2CID 16512120, doi:10.1145/321466.321477 . Introduces LL parsers, which play an important role in compiler design.